# برنج

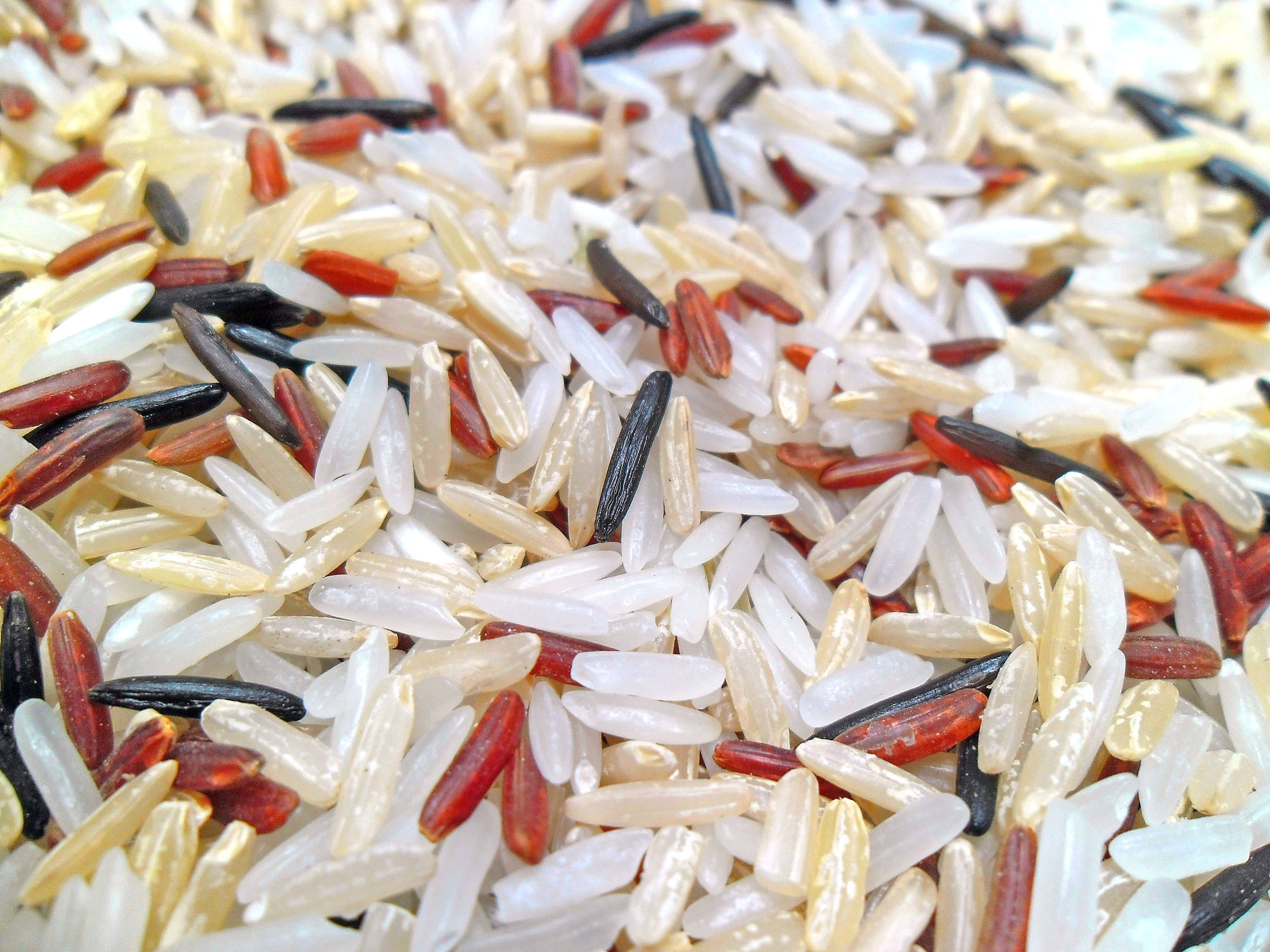
سه نوع برنج رایج مصرفی، برنج قهوه‌ای، برنج قرمز و برنج سفید و یک نوع برنج وحشی سیاه

برنج (به انگلیسی: Rice) یکی از مهم‌ترین اقلام غذایی جهان است. نیمی از جمعیت جهان، به برنج به‌عنوان یک غذای اصلی وابسته هستند. هم‌اکنون رقم‌های مختلف برنج در جهان وجود دارد، که در دو گونه زیستی کلی جای می‌گیرند. گونه‌های اصلی برنج، شامل برنج آسیایی (نام علمی: Oryza sativa) و برنج آفریقایی (نام علمی: Oryza glaberrima) هستند. گونه‌های برنج وحشی نیز عموماً در سردههای Zizania و Porteresia، طبقه‌بندی شده‌اند. برنج، پس از نیشکر و ذرت، سومین محصول کشاورزی از نظر میزان تولید در جهان است.
در فارسی، برنج پخته اگر با حبوبات و سبزیجات و مخلفات آمیخته شده باشد پلو نامیده می‌شود؛ ولی اگر به صورت تنها یا در کنار خورشِت یا کباب یا گوشت به کار رود چلو خوانده می‌شود.

## تاریخچه
شواهد پیدایشی نشان می‌دهد که برنج در ۸۰۰۰–۱۳۰۰۰ سال پیش در دره رودخانه پرل چین سرچشمه گرفته است. پیشتر، استادان باستان‌شناسی حدس می‌زدند که برنج در دره رودخانه یانگ‌تسه در چین اهلی شده باشد. برنج از آسیای شرقی، به مناطق جنوبی‌تر و جنوب آسیا گسترش یافت. برنج توسط استعمارگران اروپایی از آسیای غربی به اروپا و قاره آمریکا معرفی شد.
برنج از دوران هخامنشی در ایران کشت می‌شده است. در دورهٔ ساسانیان، برزویهٔ طبیب برنج را از هندوستان به گیلان آورد و کشت آن در این منطقه رواج یافت.

## تولید
| ۲۰ تولیدکننده بزرگ برنج —۲۰۲۰ بر حسب تن | ۲۰ تولیدکننده بزرگ برنج —۲۰۲۰ بر حسب تن |
| --------------------------------------- | --------------------------------------- |
| چین                                     | ۲۱۲٬۹۰۰٬۰۰۰                             |
| هند                                     | ۱۷۸٬۳۰۰٬۰۰۰                             |
| بنگلادش                                 | ۵۴٬۹۰۰٬۰۰۰                              |
| اندونزی                                 | ۵۴٬۶۰۰٬۰۰۰                              |
| ویتنام                                  | ۴۲٬۸۰۰٬۰۰۰                              |
| تایلند                                  | ۳۰٬۲۰۰٬۰۰۰                              |
| میانمار                                 | ۲۵٬۱۰۰٬۰۰۰                              |
| فیلیپین                                 | ۱۹٬۳۰۰٬۰۰۰                              |
| برزیل                                   | ۱۱٬۱۰۰٬۰۰۰                              |
| کامبوج                                  | ۱۱٬۰۰۰٬۰۰۰                              |
| پاکستان                                 | ۱۰٬۶۴۷٬۰۰۰                              |
| ایالات متحده آمریکا                     | ۱۰٬۱۷۰٬۰۰۰                              |
| ژاپن                                    | ۹٬۷۲۷٬۰۰۰                               |
| نیجریه                                  | ۶٬۸۰۹٬۰۰۰                               |
| کره جنوبی                               | ۵٬۱۹۵٬۰۰۰                               |
| نپال                                    | ۵٬۱۵۱٬۰۰۰                               |
| مصر                                     | ۴٬۹۰۰٬۰۰۰                               |
| ماداگاسکار                              | ۴٬۰۳۰٬۰۰۰                               |
| سری‌لانکا                                | ۳٬۹۲۹٬۰۰۰                               |
| لائوس                                   | ۳٬۵۸۴٬۰۰۰                               |
| تولید جهانی                             | ۷۵۶٬۰۰۰٬۰۰۰                             |

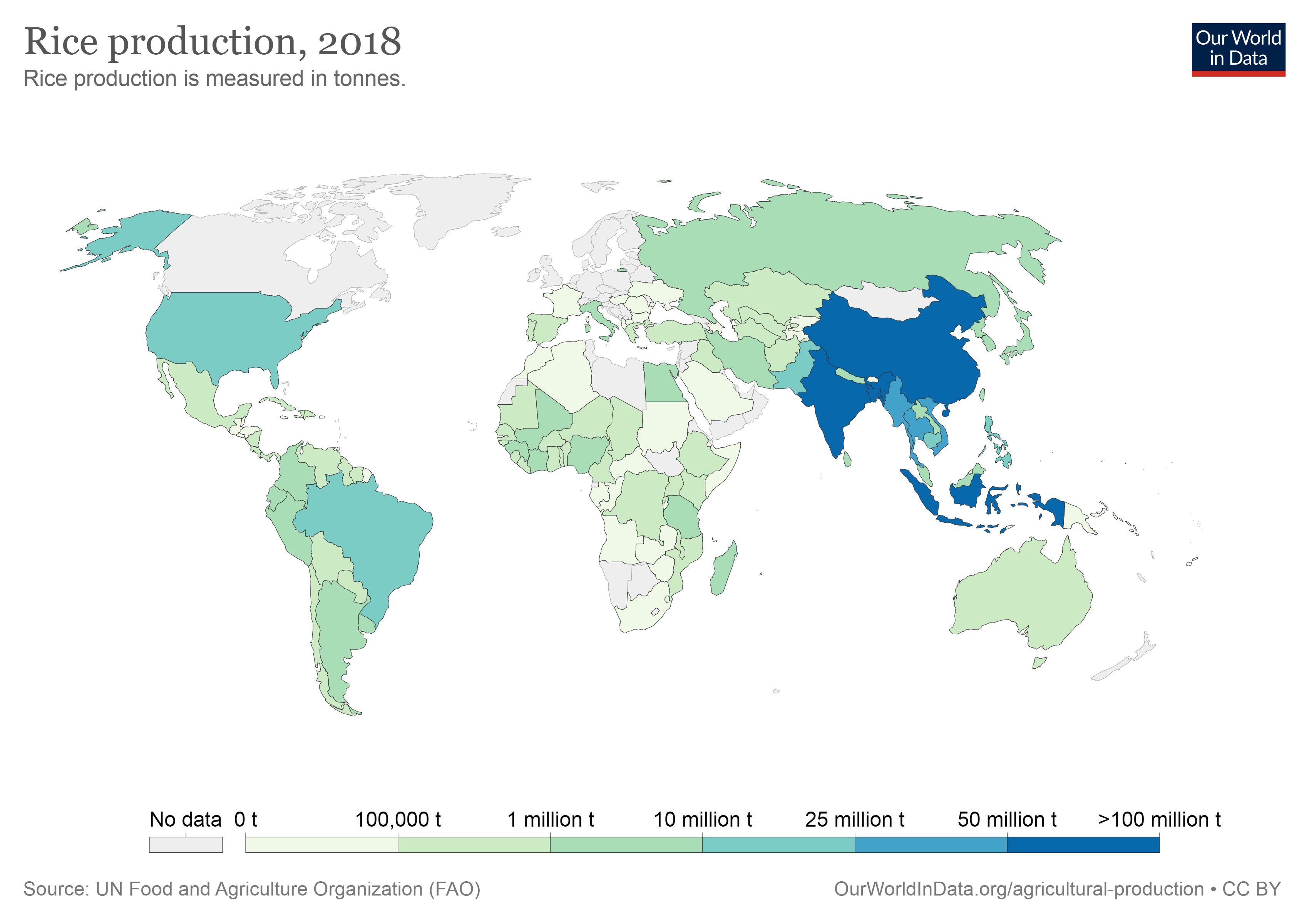
نقشه جهانی تولید برنج در سال ۲۰۱۸.

در سال ۲۰۱۸ میلادی تولید جهانی برنج، برابر ۷۸۲ میلیون تُن بوده است که ۵۰٪ از این میزان متعلق به چین و هند می‌باشد. سایر تولیدکنندگان اصلی اندونزی، بنگلادش و ویتنام می‌باشند.
بسیاری از کشورهای تولیدکننده برنج به دلیل ضعف جاده‌ها، فناوری‌های ضعیف نگهداری، زنجیره عرضه ناکارآمد و ضعف کشاورز برای رساندن محصول به بازار و توزیع کننده‌های جزئی، دچار ضرر و زیان‌های فراوان و تلفات در محصول برداشت شده می‌شوند. در تحقیقی توسط بانک جهانی و فائو ادعا شده است به‌طور متوسط هر ساله نزدیک به ۸٪ تا ۲۶٪ برنج تولید شده در کشورهای درحال توسعه به دلیل ضعف تأسیسات و مشکلات پس از برداشت از بین می‌رود. در بعضی گزارش‌ها ادعا شده این عدد بیش از ۴۰٪ است. این ازدست دادن محصول نه تنها باعث کاهش امنیت غذایی جهانی می‌شود بلکه تحقیق اشاره می‌کند که این کشاورزان در کشورهای در حال توسعه مانند چین و هند و دیگر کشورها مبلغی به ارزش ۸۹ میلیارد دلار را به دلیل ضعف حمل و نقل و مشکلات پس از برداشت از دست می‌دهند که قابل پیشگیری است.
علاوه بر این، نشان‌ها برنح پلاستیکی از چین میاد به دلیل این که نمی‌توانان این عدد بزرک برنج تولید کنند. 

## تجارت
مطابق آمار مرکز تجارت جهانی، در سال ۲۰۲۲ مجموعا حدود ۴۱میلیون تن انواع برنج سفید و نیمه سفید شده (کد شش رقمی ۱۰۰۶۳۰) با ارزش حدود ۲۴میلیارد دلار از مبادی مختلف جهان صادر شده که از لحاظ وزنی، کشور هند با سهم ۴۳درصدی در بین سایر کشورها پیشتاز بوده است. پس از آن تایلند با ۱۶درصد، ویتنام با ۹ درصد، پاکستان با ۸درصد و چین با ۵درصد در رده‌های بعدی قرار گرفته‌اند. 
مطابق آمار همین مرکز، کشورهای فیلیپین با ۳٫۷ میلیون تن، چین با ۲٫۶ میلیون تن، عراق با ۲٫۱ میلیون تن، ایران با ۱٫۸ میلیون تن و بنین با ۱٫۴ میلیون تن پنج کشور نخست واردکننده این محصول در سال ۲۰۲۲ بوده‌اند. 

## مصرف و تامین برنج در ایران
بر اساس آمار سازمان خواروبار جهانی (فائو)، تولید برنج در ایران در سال ۲۰۲۲ به میزان ۱٫۵ میلیون تن برآورد شده است. مطابق این آمار در سال ۲۰۲۱، ۱٫۶ میلیون تن، در سال ۲۰۲۰، ۱٫۸ میلیون تن، در سال ۲۰۱۹، ۲٫۵ میلیون تن و در سال ۲۰۱۸، ۲٫۱ میلیون تولید برنج در ایران به ثبت رسیده که به این ترتیب، میانگین پنج ساله تولید به میزان ۱٫۹ میلیون تن قابل محاسبه است. 
طبق گزارش مرکز آمار ایران و انستیتو تغذیه، هر ایرانی به‌طور متوسط سالانه ۳۵ کیلوگرم برنج مصرف می‌کند  و با توجه به برآورد جمعیت ۸۹ میلیون نفری ایران  حدود ۳٫۱ میلیون تن برنج نیاز کل کشور قابل محاسبه است. بنابراین با توجه به میانگین تولید سالانه ۱٫۹میلیون تنی برنج در ایران، بطور متوسط حدود ۱٫۲ میلیون تن تامین برنج از محل واردات در سال موردنیاز است.
بر اساس گزارش «مقدار سرانه مصرف اقلام خوراکی در سال ۱۴۰۱» که از سوی مرکز آمار ایران منتشر شده، برنج وارداتی در نقاط شهری ۵۸درصد و در نقاط روستایی ۷۰درصد سهم از سرانه مصرف را شامل می‌شود.  در توضیح تمایل مصرف بیشتر به سوی برنج خارجی می‌توان گفت علاوه بر اینکه قیمت برنج وارداتی نسبت به برنج تولید داخل مناسب‌تر است، بخشی از مصرف کنندگان نیز به دلیل ذائقه مصرف، علاقه‌ای به مصرف برنج تولید داخل ندارند. 
واردات برنج به ایران
مطابق آمار گمرک جمهوری اسلامی ایران در سال ۱۴۰۲، یک میلیون و ۱۱۵هزار تن انواع برنج به ایران وارد شده که ۹۵درصد آن برنج کامل سفید شده بوده است. کشورهای مبادی برنج سفید شامل: هند (۷۰درصد)، پاکستان (۲۹درصد) و همچنین تایوان و تایلند به ثبت رسیده است.   در ایران «انجمن واردکنندگان برنج ایران» به عنوان تشکل محوری در واردات برنج مطرح بوده و بر اساس آمار رسمی گمرک در سال ١٤٠١ سهم اعضای این انجمن در تأمین برنج وارداتی بخش خصوصی، حدود ٧١ درصد؜ رقم خورده است.
در سال ۱۴۰۴، قیمت برنج در ایران حدوداً دو برابر شد و این افزایش، به‌عنوان بخشی از تورم مواد غذایی در کشور ارزیابی می‌شود. از جمله عوامل اصلی این جهش قیمتی، می‌توان به واسطه‌گری گسترده در زنجیره تأمین، ورود دیرهنگام دولت به بازار خرید تضمینی در فصل برداشت، فقدان زیرساخت‌های لازم برای توزیع مستقیم محصول از کشاورز به مصرف‌کننده و ضعف در نظام نظارت و کنترل بازار اشاره کرد. این شرایط، بیانگر ناکارآمدی مدیریت دولتی در ساماندهی بازار برنج و مهار نقش فزاینده دلالان است.

## گیاه‌شناسی
برنج گیاهی است که دارای ارقام زودرس (طول دوره رشد ۱۳۰ تا ۱۴۵ روز)، متوسط رشد (۱۵۰ تا ۱۶۰ روز) و ارقام دیررس (۱۷۰ تا ۱۸۰ روز) می‌باشد. برای شناخت بهتر گیاه برنج به ذکر قسمت‌های مختلف آن از قبیل ریشه، ساقه، برگ و غیره می‌پردازیم.

نمایی از خزانه برنج (توم بجار؛ توم بیجار) در شالیزارهای خلیفه محله شلمان در استان گیلان

### ریشه
ریشه برنج سطحی و افشان بوده و حداکثر در عمق ۲۰ تا ۲۵ سانتی‌متری خاک نفوذ می‌نماید. در این گیاه به‌غیر از ریشه‌های جنینی از محل گره‌ها نیز ریشه به‌وجود می‌آید. هر چقدر رشد برگ‌ها بیشتر باشد بر رشد ریشه‌ها هم افزوده شده و در نتیجه می‌توان گفت که با افزایش تعداد پنجه‌ها تعداد برگی بیشتر شده و در نتیجه رشد ریشه‌ها نیز زیادتر می‌گردد.
در زمان بازشدن گل‌ها و به خوشه رفتن برنج رشد ریشه حداکثر مقدار خود را دارد.

### ساقه

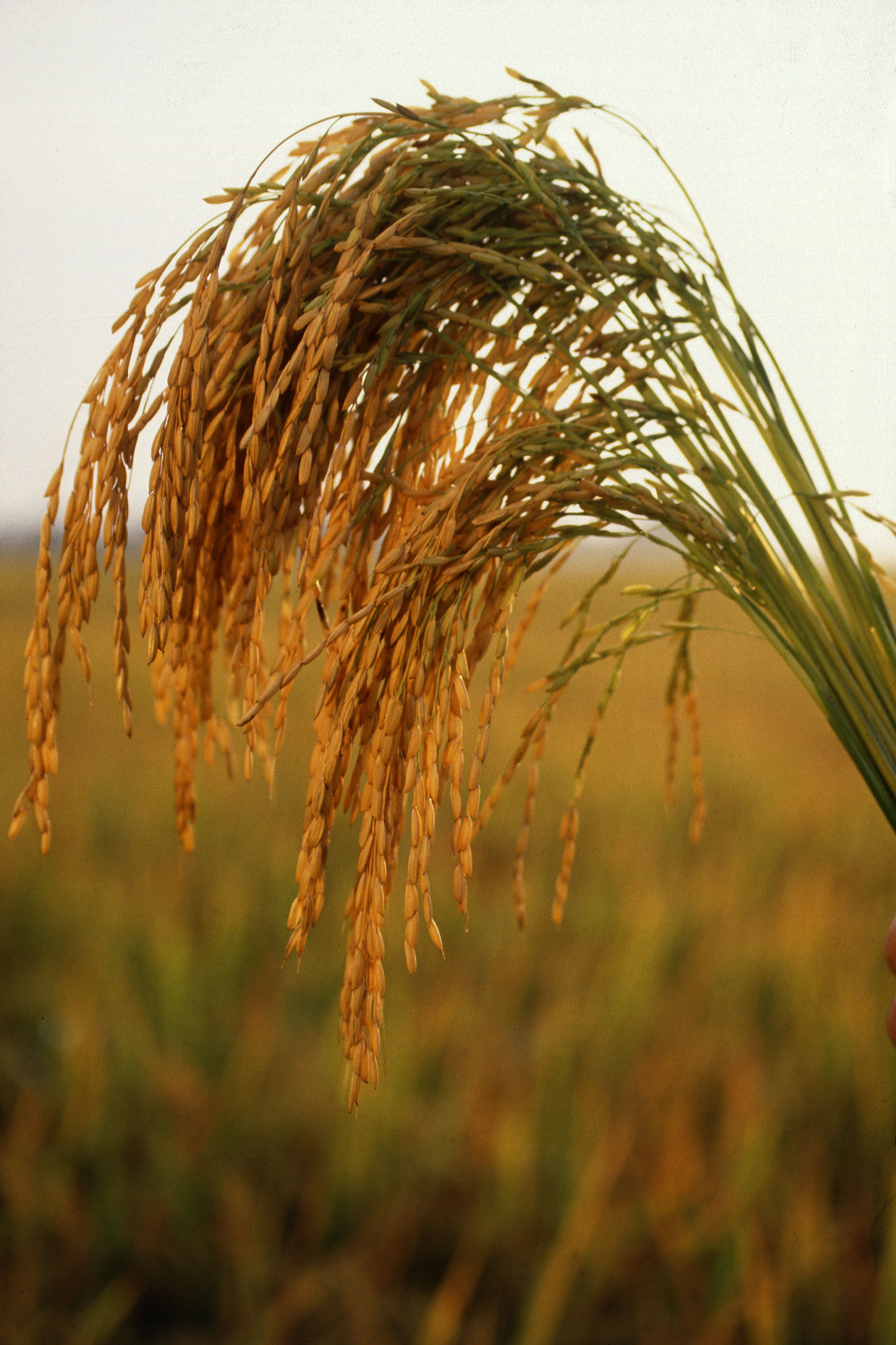
برنج ساقه بلند آمریکا

ساقه برنج بندبند و تو خالی بوده و در فواصل مختلف ساقه جداره‌های سختی قرار دارد که در آن قسمت‌ها ساقه توپر می‌باشد و گره نام دارد. فاصله بین دو گره را میان‌گره می‌نامند. بین سلول‌های ساقه فضایی بین سلولی زیادی وجود دارد که باعث می‌شود قسمتی از اکسیژن مورد نیاز ریشه از طریق منافذ تأمین شود. برگ‌های این گیاه کشیده و دارای رگبرگ‌های موازی بوده و بدون دمبرگ است و قاعده برگ پهن‌تر از سایر نقاط آن می‌باشد؛ و قسمتی از ساقه گیاه یا تمام محیط آن را احاطه کرده که آن را غلاف یا نیام می‌نامند. در قاعده برگ در طرفین غلاف دو صفحه کوچک یا بزرگ به نام گوشوارک وجود دارد. همچنین در محل اتصال غلاف به ساقه زائدهٔ کوچکی به نام زبانک وجود دارد. همچنین تعداد گره‌ها در این گیاه از ۱۰ تا ۲۰ عدد تغییر می‌یابد. در مقادیر مساوی شاخص سطح برگ (LAI) بوته‌های دارای ساقه بلند از نور بهتر می‌توانند استفاده نمایند ولی به آسانی ورس می‌نمایند. ارتفاع بوته‌های برنج در ارقام مختلف از ۵۰ تا ۱۵۰ سانتی‌متر و گاهی تا ۲۰۰ سانتی‌متر تغییر می‌یابد.

### برگ
برگ‌های این گیاه متناوب بوده و در دو جانب متقابل ساقه قرار دارند. تعداد برگ‌ها در ارقام مختلف برنج متفاوت بوده، در ارقام زودرس ۱۴ تا ۱۵ برگ، در ارقام متوسط‌رس ۱۶ تا ۱۷ برگ و در ارقام دیررس تعداد برگ‌ها ۱۸ تا ۱۹ برگ بر روی هر ساقه می‌باشد. افزایش دمای هوای پیرامونی در زیاد شدن سطح برگ اثر تعیین‌کننده‌ای داشته و موجب بیشتر شدن تعداد برگ‌ها می‌گردد. در مقادیر مساوی شاخص سطح برگ (LAI) بوته‌هایی که برگ‌های کوچک و زیادتر دارند از بوته‌هایی که برگ‌های بزرگ و اندک دارند بهترند.

### پنجه‌زنی
پنجه‌ها به جوانه‌های اولیه گفته می‌شوند که در صورت مساعد بودن شرایط آب و هوایی تبدیل به ساقه می‌شوند. از مرحله ۴ تا ۵ برگی‌شدن گیاه پنجه‌زنی آغاز می‌گردد. پنجه‌ها در مراحل اولیه رشد برای تأمین مواد غذایی خود از ساقه اصلی استفاده می‌کنند و این عمل تا ظهور حداقل ۳ برگ و ۴ ریشه ادامه می‌یابد. موقعی که نشاءها از خزانه به زمین اصلی منتقل شدند پنجه‌زنی شروع شده و تا یکماه بعد نیز ادامه می‌یابد. پس از پایان یکماه رشد پنجه‌ها به حداکثر خود رسیده و پس از آن از تعداد آن‌ها کاسته خواهد شد. شرایط اقلیمی به ویژه آب و هوا در رشد پنجه‌ها بسیار مهم و مؤثر می‌باشد. قدرت تولید پنجه در برنج خیلی زیاد بوده، به‌طوری‌که هر بوته برنج معمولاً ۴ تا ۵ پنجه تولید می‌نماید.

### گل‌آذین
گل‌آذین در برنج به صورت پانیکول بوده و در ارقام مختلف برنج به شکلی فشرده، باز یا نیمه‌باز است. البته از دیدگاه اصلاح‌گران نباتات در تولید هیبرید واریته‌هایی که گل آن‌ها بیشتر باز باشد بهترند زیرا مقدار دگرگشنی و در نتیجه تولید بذر آن‌ها بیشتر است. پانیکول برنج در انتهای ساقه وجود داشته و دارای شاخه‌های فرعی با محورهای ثانوی می‌باشد. خوشه‌ها روی دو گل کوتاه به‌وجود می‌آیند که نوک آن روی گلوم‌های نازا (لمای عقیم) توسعه یافته است و به چند وجهی کنگره‌دار تبدیل می‌شوند؛ بنابراین نوک فنجانی‌شکل و متورم مشابه یک زوج گلوم حقیقی است و به آن گلوم حقیقی گفته می‌شود. هر خوشه دارای محور کوچکی به نام محور سنبله است که روی آن یک گل در محور برگک پانویه که گلوم‌های نازا نام دارد تشکیل می‌شود. گل‌دهی در برنج از نوک گل‌آذین آغاز شده و به سمت پایین ادامه می‌یابد. در موقع ظهور خوشه نیاز ریشه به مواد غذایی به ویژه نیتروژن، فسفر و پتاس زیاد است.

### ساختمان گُل
برنج برخلاف سایر غلات که ۳ تا ۴ پرچم دارند، دارای ۶ پرچم است. نافه کوتاه و بساک‌ها به صورت دوخانه‌ای و دارای یک مادگی بوده که دارای یک تخمدان می‌باشد. کلاله دو شاخه و پردار است. مادگی دارای تخمدان یک برچه‌ای می‌باشد. برگک فوقانی یا گلوم گل دهنده لما (گلومل یا پوشینه سنبله که ریشک روی آن می‌رود) و پالئا (گلومل یا پوشینه گیاهان گرامینه که بدون ریشک است)، همراه با گل دربرگرفته شده یک گل را تشکیل می‌دهند. در اطراف هر گل دو برگ به نام پوشینه (Glumelle) وجود دارد که یکی لما (Lemma) و دیگری پالئا (Palea) نامیده می‌شود. همچنین در انتهای هر سنبله دو برگک به نام پوشه (Glume) وجود دارد. در برنج گلوم‌ها خیلی کوچک بوده و حتی ممکن است گاهی حذف شده باشند. طول گلوم‌های خارجی ۴/۱ لما و پالئا و در بعضی از واریته‌ها هم اندازه لما و پالئا است. عموماً لما دارای ریشک و پالئا بدون ریشک می‌باشد. ۷ تا ۹ روز بعد از گل دادن لایه آلرون از تغییر شکل لایه خارجی بافت آندوسپرم به‌وجود می‌آید.

### گرده‌افشانی و لقاح
برنج گیاهی است خود گشن و بین صفر تا ۳ درصد دگرگشنی دارد. گرده‌افشانی تقریباً هم‌زمان با باز شدن گل‌ها در شرایط طبیعی روی می‌دهد. دمای مطلوب برای گرده افشانی در حدود ۳۱ تا ۳۲ درجه سانتی‌گراد است. در دمای پایین‌تر از ۱۰ تا ۱۳ درجه سانتی‌گراد و همچنین بالاتر از ۶۰ درجه سانتی‌گراد گرده‌افشانی متوقف می‌گردد. خشکی و دمای پایین می‌تواند روی گرده‌افشانی اثر منفی داشته باشد. حداقل دما برای انجام عمل لقاح ۱۵ درجه سانتی‌گراد می‌باشد. زمان باز شدن گل‌ها ۸ صبح الی ۲ بعدازظهر بوده و گل‌های گل آذین در بین یک دورة ۷ تا ۱۰ روزه باز می‌شوند و اکثر آن‌ها ۲ تا ۴ روز پس از خروج گل آذین از غلاف برگ این کار را انجام می‌دهند.

### رقم‌ها
در جهان بیش از ۱۲۰٫۰۰۰ رقم برنج وجود دارد. اتحادیه اروپا و سازمان‌های گمرک کشورهای عضو برای ارزیابی و دریافت عوارض وارداتی بین ۵۰۰۰ تا ۱۸۰۰۰ (آلمان) گونه برنج را طبقه‌بندی و تفکیک کرده‌اند.

#### رقم‌های عمده
- رقم جاوه‌ای
- رقم ژاپنی
- رقم هندی

## تولیدکنندگان برنج
| کشور           | تولید (تن)  | سهم جهانی (درصد) |
| -------------- | ----------- | ---------------- |
| چین            | ۲۰۸٬۴۹۴٬۸۰۰ | ۲۶٫۹             |
| هند            | ۱۹۶٬۲۴۵٬۷۰۰ | ۲۵٫۳             |
| بنگلادش        | ۵۷٬۱۸۹٬۱۹۳  | ۷٫۴              |
| اندونزی        | ۵۴٬۷۴۸٬۹۷۷  | ۷٫۱              |
| ویتنام         | ۴۲٬۶۷۲٬۳۳۹  | ۵٫۴              |
| تایلند         | ۳۴٬۳۱۷٬۰۲۸  | ۴٫۴              |
| میانمار        | ۲۴٬۶۸۰٬۲۰۰  | ۳٫۲              |
| فیلیپین        | ۱۹٬۷۵۶٬۳۹۲  | ۲٫۵              |
| کامبوج         | ۱۱٬۶۲۴٬۰۰۰  | ۱٫۵              |
| پاکستان        | ۱۰٬۹۸۳٬۰۸۱  | ۱٫۴              |
| کل تولید جهانی | ۷۷۶٬۰۰۰٬۰۰۰ | ۱۰۰              |

چین حدود ۲۷درصد برنج جهان و پس از آن هند بیش از ۲۵درصد برنج جهان را تولید می‌کنند یعنی این دو کشور بیش از ۵۲ درصد برنج جهان را تولید می‌کنند بیشتر برنج جهان در آسیا تولید می‌شود برنج سفید جزو مهم‌ترین وعده‌های غذایی در هند چین و شرق و جنوب شرق آسیا به‌شمار می‌رود. در ایران مازندران رتبه اول (۹۳۸۷۳۰٫۱۹)، گیلان (۷۴۱۲۴۱٫۹)، گلستان (۲۲۹۴۵۴٫۹۹)، فارس (۲۲۶۲۹۶٫۷۲) و خوزستان (۲۱۹۸۰۹٫۱۵) و پارس‌آباد (دشت مغان) در رتبه‌های بعدی از نظر میزان تولید قرار دارند. در سال ۱۳۸۵، ۶۲۰٫۰۰۰ هکتار سطح زیر کشت برنج بوده و ۲۶۱۲۱۷۴٫۳۴ تن شلتوک برنج تولید شده است.
از ارقام برنج ایرانی می‌توان به برنج هاشمی (دارای چندین درجهٔ کیفی و در مقیاسی دیگر بر اساس تعداد الک‌ها دسته‌بندی می‌شود)، گرده، دابو، طارم، چرام۱، چرام۲، صدری (شامل انواع دم‌سیاه، دم‌زرد و دم‌سرخ)، علی-کاظمی، چمپا و… اشاره کرد. از تیپ‌های اصلاح نژاد شده و پرمحصول می‌توان از ندا، سفیدرود و خزر نام برد.

### مازندران
در نواحی جلگه‌ای استان مازندران همچون شالیزارهای شهرستان‌های فریدونکنار، آمل، بابلسر، محمودآباد، نور، جویبار و قائم شهر بیشتر ارقام سنتی و مرغوب نظیر طارم محلی یا سنگ طارم و بینام کشت می‌شود و ارقام پرمحصول همچون شیرودی، فجر، خزر و ندا بیشتر در شالیزارهای شهرستان‌های بابل، آمل، ساری، نکا و بهشهر کشت می‌شود.
مازندران با حدود ۲۱۴ هزار هکتار سطح زیر کشت اول، حدود ۱۱۰ هزار هکتار کشت دوم و رتون و با تولید سالیانه حدود یک میلیون و ۴۲۰ هزار تن شلتوک ۴۵ درصد تولید برنج کشور را به خود اختصاص می‌دهد.

### گیلان
بالاترین کیفیت و برنج درجه ۱ کشور در گیلان و شهرستان آستانه ی اشرفیه وتالش کشت می‌شود که در استان گیلان، برنج شامل ارقام ایندیکایی چون غریب، هاشمی (بیشتر در لنگرود)، حسنی و گرده هستند که به نظر می‌رسد در نتیجه انتخاب سنتی توسط کشاورزان (و احتمالاً در ادامه تعدادی نیز در پی انتخاب توسط پژوهشگران) هر یک در نواحی جلگه‌ای و دره‌ای استان گیلان به ترتیب شالیزارهای مناطق اطراف شهرستان‌های صومعه‌سرا، فومن، تالش به مرور زمان حاصل شده‌اند.در ایران برنج هاشمی، طارم هاشمی، دم‌سیاه، صدری، علی کاظمی، شیرودی و فجر پر طرفدارترین برنج‌های ایرانی هستند که از عطر و بو و مزه منحصر به فردی برخوردارند حدود1500 کارخانه شالیکوبی در گیلان فعالیت دارند که معروف ترین برند ثبت شده برنج در گیلان برنج آقاجانیان نام دارد که از سال 98 تا سال 1402 بعنوان پرفروش ترین برنج ایرانی در گزارش رسمی فروشگاههای زنجیره ای بهش اشاره شده است .

### اصفهان
در استان اصفهان در شهرستان لنجان، برنجی به اسم برنج لنجان کشت می‌شود.

### خراسان رضوی
در استان خراسان رضوی در شهرستان کلات و شهرستان درگز، برنجی به نام برنج کلات کشت می‌شود.

### ایلام
برنج عنبربو نوعی برنج با دانه کوتاهی است و به دلیل بوی خوبش به آن عنبربو می‌گویند. این برنج اولین بار در ایلام و سپس در خوزستان کشت شد.

### خوزستان

برداشت مکانیزه شالی در خلیفه محله شلمان، استان گیلان

نوعی برنج نیز در جنوب غربی کشور به خصوص در استان خوزستان کشت می‌شود که به این نوع برنج چمپا می‌گویند. این برنج در شهرستان‌هایی مانند لردگان، رامهرمز، باغملک، میداوود، ایذه، اندیکا کشت می‌شود. 

عکسی از خوشه‌های برنج، آماده برداشت در شالیزارهای استان مازندران

## کشت برنج

### نگهداری
اگر برنج روی دست کشاورزان مانده‌باشد، ممکن است باعث انبار کردن آن‌ها شود به‌طوری‌که حتی برنج‌ها را در فضای باز نگه می‌دارند و فقط یک پلاستیک بر رویش می‌کشند. روستاییان گیلان و مازندران برای نگه‌داری و انبار کردن ساقه‌های شالی از کندوج استفاده می‌کنند. در منطقه مغان برنج سفید که بیشتر از نوع رقم هاشمی هست را در کیسه‌های ۵۰ کیلویی در انبارها و شلتوک (جو) را روی چهارپایه‌های فلزی در بیرون از انبار قرار داده و می‌پوشانند تا از گزند موش‌های انبار در امان باشد.

### شرایط محیطی

#### دما
میانگین دمای مورد نیاز برنج هنگام رشد باید بین ۲۰ تا ۳۷ درجه سانتیگراد باشد. پایین بودن دما در اوایل فصل زراعی یا آبیاری مزرعه با آب سرد سبب می‌شود که زمان رسیدن دانه‌ها به تأخیر افتد. بالا بودن دما هم موجب کاهش تعداد سنبلچه‌های بارور و وزن دانه‌ها می‌شود.
نور: نور هم یکی از عوامل مؤثر در رشد گیاه است. شدت نور در اوایل فصل زراعی شاید عامل محدودکننده‌ای برای رشد برنج به حساب آید. اما با نزدیک شدن به پایان فصل زراعی، به ویژه موقع تشکیل خوشه، رقابت برای جذب نور بین بوته‌ها افزایش می‌یابد.

#### رطوبت
مناسب‌ترین میزان رطوبت برای گلدهی گیاه برنج، ۷۰ تا ۸۰ درصد است. رطوبت کمتر از ۴۰ درصد، عامل بازدارنده‌ای برای گلدهی گیاه به‌شمار می‌رود. وزش باد و ریزش باران و تگرگ، در زمان گلدهی زیانبار است. همچنین بارندگی موقع برداشت محصول هم عملیات مربوط به خشک شدن محصول را به تأخیر می‌اندازد. برنج، کلاً گیاه آب دوستی به‌شمار می‌رود، ولی آبزی نیست. چون ریشه گیاهان آبزی قادر نیست که تارهای کشنده و ریشه‌های فرعی تولید کند. در حالی که ریشه برنج هم تار کشنده و هم ریشه فرعی دارد.

#### آب
آب مورد نیاز برنج از سایر غلات بیشتر است. هشتاد درصد آب مورد نیاز محصول برنج تولید شده در جهان به ویژه در نقاط استوایی، از آب باران تأمین می‌گردد. ۲۰ درصد باقی‌مانده را از آب رودخانه و آب چاه تأمین می‌نمایند. نتایج به دست آمده نشان داده که اگر دمای آب کمتر از ۱۹ درجه سانتی‌گراد باشد، زمان رسیدن دانه به تأخیر می‌افتد. اگر هم از ۳۰ درجه بیشتر باشد، گسترش ریشه و میزان عملکرد گیاه برنج به دلیل محدود بودن اکسیژن موجود در آب، کم می‌شود و بازدهی گیاه کاهش می‌یابد.

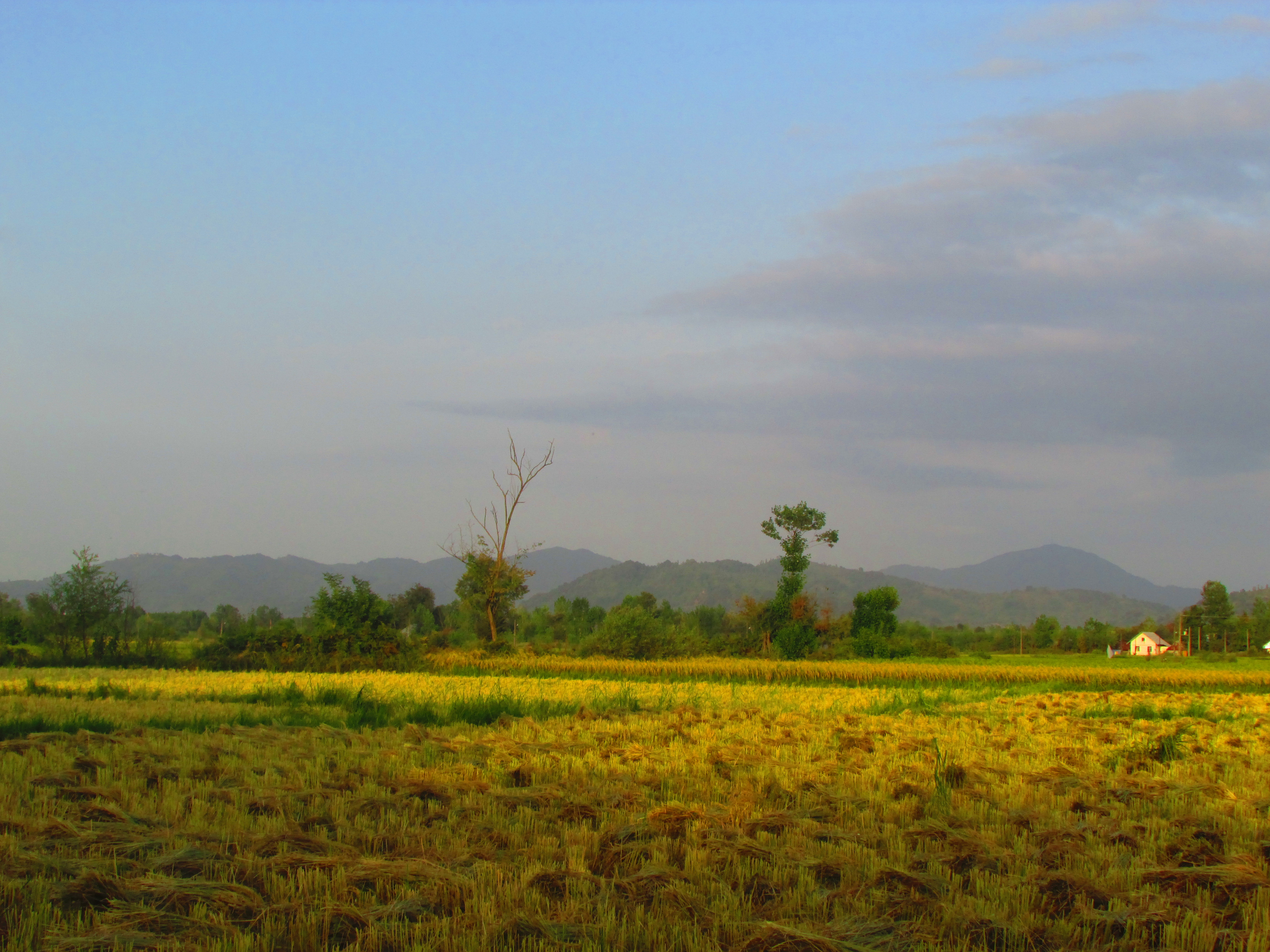
فصل دروی برنج در روستای گلرودبار لاهیجان - گیلان

طبق اعلام مجری طرح سامانه‌‌‌‌‌‌های نوین آبیاری وزارت جهاد کشاورزی، سطح زیرکشت برنج در ایران ۶۰۰‌هزار هکتار بوده و حدود ۹ تا ۱۰‌میلیارد مترمکعب، کل آب مورد‌نیاز تولید برنج است. با لحاظ تولید متوسط ۲میلیون تن برنج در سال، راندمان برداشت در هر هکتار به میزان ۳.۳ تن و مصرف قابل توجه آب بین ۴۵۰۰ تا ۵۰۰۰ لیتر به ازای تولید یک کیلوگرم برنج قابل محاسبه است.

#### خاک
برنج در خاک‌های مختلف، از فقیر تا غنی که تنها آب مورد نیاز گیاه تأمین باشد به عمل می‌آید. البته مقدار آب مصرفی در خاک‌های سبک بیش از خاک‌های سنگین است. مناسب‌ترین خاک برای کشت برنج، خاک رسی با لایه غیرقابل نفوذ در عمق ۵۰ تا ۱۵۰ سانتی‌متری و همراه با مقدار زیادی مواد آلی است. برنج اصولاً نسبت به شوری خاک و شوری آب مقاوم است. در صورتی که آب کافی برای شستشوی نمک خاک وجود داشته باشد، می‌توان از برنج برای اصلاح خاک‌های شور استفاده نمود.

## ارزش غذایی
|                            | پروتئین | پروتئین | ویتامین‌ها | ویتامین‌ها | ویتامین‌ها | ویتامین‌ها | ویتامین‌ها | ویتامین‌ها | ویتامین‌ها | ویتامین‌ها | ویتامین‌ها | ویتامین‌ها | ویتامین‌ها | ویتامین‌ها | ویتامین‌ها | کانی‌ها (مواد معدنی) | کانی‌ها (مواد معدنی) | کانی‌ها (مواد معدنی) | کانی‌ها (مواد معدنی) | کانی‌ها (مواد معدنی) | کانی‌ها (مواد معدنی) | کانی‌ها (مواد معدنی) | کانی‌ها (مواد معدنی) | کانی‌ها (مواد معدنی) | کانی‌ها (مواد معدنی) |
| غذا                        | درصد DV | Q       | A         | B1        | B2        | B3        | B5        | B6        | B9        | B12       | Ch.       | C         | D         | E         | K         | Ca                  | Fe                  | Mg                  | P                   | K                   | Na                  | Zn                  | Cu                  | Mn                  | Se                  |
| درصد کاهش ارزش بر اثر پختن |         |         | ۱۰        | ۳۰        | ۲۰        | ۲۵        |           | ۲۵        | ۳۵        | ۰         | ۰         | ۳۰        |           |           |           | ۱۰                  | ۱۵                  | ۲۰                  | ۱۰                  | ۲۰                  | ۵                   | ۱۰                  | ۲۵                  |                     |                     |
| -------------------------- | ------- | ------- | --------- | --------- | --------- | --------- | --------- | --------- | --------- | --------- | --------- | --------- | --------- | --------- | --------- | ------------------- | ------------------- | ------------------- | ------------------- | ------------------- | ------------------- | ------------------- | ------------------- | ------------------- | ------------------- |
| ذرت                        | ۲۰      | ۵۵      | ۱         | ۱۳        | ۴         | ۱۶        | ۴         | ۱۹        | ۱۹        | ۰         | ۰         | ۰         | ۰         | ۰         | ۱         | ۱                   | ۱۱                  | ۳۱                  | ۳۴                  | ۱۵                  | ۱                   | ۲۰                  | ۱۰                  | ۴۲                  | ۰                   |
| برنج                       | ۱۴      | ۷۱      | ۰         | ۱۲        | ۳         | ۱۱        | ۲۰        | ۵         | ۲         | ۰         | ۰         | ۰         | ۰         | ۰         | ۰         | ۱                   | ۹                   | ۶                   | ۷                   | ۲                   | ۰                   | ۸                   | ۹                   | ۴۹                  | ۲۲                  |
| گندم                       | ۲۷      | ۵۱      | ۰         | ۲۸        | ۷         | ۳۴        | ۱۹        | ۲۱        | ۱۱        | ۰         | ۰         | ۰         | ۰         | ۰         | ۰         | ۳                   | ۲۰                  | ۳۶                  | ۵۱                  | ۱۲                  | ۰                   | ۲۸                  | ۲۸                  | ۱۵۱                 | ۱۲۸                 |
| دانه سویا                  | ۷۳      | ۱۳۲     | ۰         | ۵۸        | ۵۱        | ۸         | ۸         | ۱۹        | ۹۴        | ۰         | ۲۴        | ۱۰        | ۰         | ۴         | ۵۹        | ۲۸                  | ۸۷                  | ۷۰                  | ۷۰                  | ۵۱                  | ۰                   | ۳۳                  | ۸۳                  | ۱۲۶                 | ۲۵                  |
| نخود کفتری                 | ۴۳      | ۹۱      | ۱         | ۴۳        | ۱۱        | ۱۵        | ۱۳        | ۱۳        | ۱۱۴       | ۰         | ۰         | ۰         | ۰         | ۰         | ۰         | ۱۳                  | ۲۹                  | ۴۶                  | ۳۷                  | ۴۰                  | ۱                   | ۱۸                  | ۵۳                  | ۹۰                  | ۱۲                  |
| سیب‌زمینی                   | ۴       | ۱۱۲     | ۰         | ۵         | ۲         | ۵         | ۳         | ۱۵        | ۴         | ۰         | ۰         | ۳۳        | ۰         | ۰         | ۲         | ۱                   | ۴                   | ۶                   | ۶                   | ۱۲                  | ۰                   | ۲                   | ۵                   | ۸                   | ۰                   |
| سیب‌زمینی شیرین             | ۳       | ۸۲      | ۲۸۴       | ۵         | ۴         | ۳         | ۸         | ۱۰        | ۳         | ۰         | ۰         | ۴         | ۰         | ۱         | ۲         | ۳                   | ۳                   | ۶                   | ۵                   | ۱۰                  | ۲                   | ۲                   | ۸                   | ۱۳                  | ۱                   |
| اسفناج                     | ۶       | ۱۱۹     | ۱۸۸       | ۵         | ۱۱        | ۴         | ۱         | ۱۰        | ۴۹        | ۰         | ۴٫۵       | ۴۷        | ۰         | ۱۰        | ۶۰۴       | ۱۰                  | ۱۵                  | ۲۰                  | ۵                   | ۱۶                  | ۳                   | ۴                   | ۶                   | ۴۵                  | ۱                   |
| شوید                       | ۷       | ۳۲      | ۱۵۴       | ۴         | ۱۷        | ۸         | ۴         | ۹         | ۳۸        | ۰         | ۰         | ۱۴۲       | ۰         | ۰         | ۰         | ۲۱                  | ۳۷                  | ۱۴                  | ۷                   | ۲۱                  | ۳                   | ۶                   | ۷                   | ۶۳                  | ۰                   |
| هویج‌ها                     | ۲       |         | ۳۳۴       | ۴         | ۳         | ۵         | ۳         | ۷         | ۵         | ۰         | ۰         | ۱۰        | ۰         | ۳         | ۱۶        | ۳                   | ۲                   | ۳                   | ۴                   | ۹                   | ۳                   | ۲                   | ۲                   | ۷                   | ۰                   |
| گوآوا یا زیتون محلی        | ۵       | ۲۴      | ۱۲        | ۴         | ۲         | ۵         | ۵         | ۶         | ۱۲        | ۰         | ۰         | ۳۸۱       | ۰         | ۴         | ۳         | ۲                   | ۱                   | ۵                   | ۴                   | ۱۲                  | ۰                   | ۲                   | ۱۱                  | ۸                   | ۱                   |
| پاپایا                     | ۱       | ۷       | ۲۲        | ۲         | ۲         | ۲         | ۲         | ۱         | ۱۰        | ۰         | ۰         | ۱۰۳       | ۰         | ۴         | ۳         | ۲                   | ۱                   | ۲                   | ۱                   | ۷                   | ۰                   | ۰                   | ۱                   | ۱                   | ۱                   |
| کدو تنبل                   | ۲       | ۵۶      | ۱۸۴       | ۳         | ۶         | ۳         | ۳         | ۳         | ۴         | ۰         | ۰         | ۱۵        | ۰         | ۵         | ۱         | ۲                   | ۴                   | ۳                   | ۴                   | ۱۰                  | ۰                   | ۲                   | ۶                   | ۶                   | ۰                   |
| روغن آفتابگردان            | ۰       |         | ۰         | ۰         | ۰         | ۰         | ۰         | ۰         | ۰         | ۰         | ۰         | ۰         | ۰         | ۲۰۵       | ۷         | ۰                   | ۰                   | ۰                   | ۰                   | ۰                   | ۰                   | ۰                   | ۰                   | ۰                   | ۰                   |
| تخم‌مرغ                     | ۲۵      | ۱۳۶     | ۱۰        | ۵         | ۲۸        | ۰         | ۱۴        | ۷         | ۱۲        | ۲۲        | ۴۵        | ۰         | ۹         | ۵         | ۰         | ۵                   | ۱۰                  | ۳                   | ۱۹                  | ۴                   | ۶                   | ۷                   | ۵                   | ۲                   | ۴۵                  |
| شیر                        | ۶       | ۱۳۸     | ۲         | ۳         | ۱۱        | ۱         | ۴         | ۲         | ۱         | ۷         | ۲٫۶       | ۰         | ۰         | ۰         | ۰         | ۱۱                  | ۰                   | ۲                   | ۹                   | ۴                   | ۲                   | ۳                   | ۱                   | ۰                   | ۵                   |

درصد کاهش ارزش بر اثر پختن : حداکثر کاهش درصدی ارزش‌های غذایی به دلیل جوشیدن بدون در نظر گرفتن گروه گیاه‌خواری حاوی شیر و تخم مرغ (ovo-lacto-vegetables group).
مقداری عنصر آرسنیک در برنج وجود دارد و مصرف بیش از اندازه برنج می‌تواند این ماده سمی را وارد بدن کند و منجر به بیماری‌هایی همچون سرطان شود.